# 印第安納州號列車
印第安納州號列車（英語：Hoosier State）是由美國國鐵經營，運行于伊利諾伊州芝加哥市和印第安納州首府印第安納波利斯的城際列車，為芝加哥經印第安納波利斯至紐約的紅雀號的區間車。每週開行四對（芝加哥至印第安納波利斯發車時間：週日，週一，週三，週五；印第安納波利斯至芝加哥：週日，週二，週三，週五），以填補每週僅三對的紅雀號留下的空缺。列車運行時刻，線路均和紅雀號保持一致。
據統計，2011財年約有37,000人次搭乘，比2010年增長10.9%。
2019年7月1日起，因為印第安納州刪減鐵路預算，本路線列車停止營運。但同路線的紅雀號持續營運。

## 歷史
作為美國中西部兩個重要鐵路樞紐，歷史上曾有多對旅客列車往返于芝加哥和印第安納波利斯之間：賓夕法尼亞鐵路公司“南風號”，“肯塔基人號”，紐約中央鐵路的“詹姆斯惠特克姆萊利號”，“印第安納波利斯特快”和“懸鈴木號”。美國國鐵成立並整合全國鐵路客運後的最初幾年，仍有“南風號”和“喬治華盛頓號”/詹姆斯惠特克姆萊利號”運行于兩城之間。然而，賓州鐵路公司的糟糕財政狀況，大部份路軌缺乏必要的維護。美國國鐵被迫修改運行圖繞過印第安納波利斯。70年代中期，紐約至堪薩斯城的“國家特快號”成為經過印第安納波利斯唯一客運線路。
1979年，“國家特快號”難以為繼。印第安納波利斯面臨鐵路客運終結的窘境。然而，美國國鐵主要修車廠位於印第安納波利斯市郊Beech Grove鎮，“國家特快號”另一重要任務就是往返運送維修保養的客車車廂。因此美鐵被迫將印第安納波利斯維持在鐵路客運網上。
1980年10月1日，繼印第安納波利斯鐵路客運終結後一年整，“印第安納州號”開始運行。1986年4月27日，由芝加哥開往華盛頓特區的“紅雀號”經停印第安納波利斯後，“印第安納州號”成為“紅雀號”的區間車，僅用於填補每週三對的“紅雀”號留下的空缺。1987年10月25日起，“印第安納州號”恢復為每日開行，並修改了時刻表。然而隨著預算削減，1995年9月8日停運，1998年6月19日重新啟用並仍作為“紅雀號”的區間車。
1999年12月17日至2003年7月4日，“印第安納州號”曾延伸至肯塔基州路易維爾市，並更名為“肯塔基紅雀號”。隨後恢復原狀。

## 路線資料
“印第安納州號”使用CSX鐵路公司，加拿大國家鐵路公司，聯合太平洋鐵路及Metra鐵路線路。
- CSX：印第安納波利斯至芒斯特
- 加拿大國鐵：芒斯特至桑頓
- 聯合太平洋鐵路：桑頓至81街
- Metra: 81街至芝加哥聯合車站

## 列車編組
列車由一台通用電氣P42DC柴油機車牽引，兩節地平线型铁路客车軟席車廂，有時也使用美铁普运型铁路客车，無餐車。列車常常額外加掛前往Beech Grove維護車底。

## 經停站
| 州         | 城市           | 車站                        | 接駁 |
| ---------- | -------------- | --------------------------- | --- |
| 印第安納州 | 印第安納波利斯 | 印第安納波利斯聯合車站      | 美鐵: 美鐵巴士 至 尚佩恩 (伊利諾伊州), 丹維爾 (伊利諾伊州), 達文波特 (艾奧瓦州), 蓋爾斯堡 (伊利諾伊州), 大皮奧里亞地區機場 (皮奧里亞 (伊利諾伊州)), 路易維爾 (肯塔基州), 莫林 (伊利諾伊州), 諾默爾 (伊利諾伊州) |
| 印第安納州 | 克劳福兹维尔   | 克劳福兹维尔站 (印第安納州) | none |
| 印第安納州 | 拉法葉市       | 拉法葉站 (印第安納州)       | 灰狗巴士 公共汽車: 1A, 1B, 2A, 2B, 3B, 4A, 4B, 6A, 6B, 7, 23 |
| 印第安納州 | 輪斯勒         | 輪斯勒站 (印第安納州)       | 無 |
| 印第安納州 | 戴爾           | 戴爾站 (印第安納州)         | EasyGo Lake運輸: 紅線 (位於 主街/Calumet街路口) |
| 伊利諾伊州 | 芝加哥         | 芝加哥聯合車站              | 見聯合車站 (芝加哥)相關頁面 |

## 外部連結
- . Amtrak.   [5 September 2011]. （原始内容存档于2011-12-11）.

1. ↑  . WTHR.   [10 July 2019]. （原始内容存档于2019-07-10）.